# Elke Mack
Elke Mack (* 21. November 1964) ist eine deutsche Ethikerin, habilitierte Theologin und  promovierte Volkswirtin. Sie ist Universitätsprofessorin für Christliche Sozialwissenschaft und Sozialethik an der Katholisch-Theologischen Fakultät der Universität Erfurt.

## Wissenschaftlicher Werdegang
Elke Mack studierte von 1984 bis 1994 katholische Theologie, Philosophie und Volkswirtschaftslehre an der Hochschule St. Georgen in Frankfurt am Main, an der University of California, Berkeley (USA) (ein Jahr 1986–87) und an der Ludwig-Maximilians-Universität München. Sie promovierte 1994 mit einer Dissertation in Wirtschaftsethik an der KU Eichstätt-Ingolstadt zum Dr. rer. pol.
Als Grundsatzreferentin im Planungsstab von Bundespräsident Roman Herzog arbeitete sie von 1995 bis 1997 im Bundespräsidialamt in Bonn und Berlin in den Ressorts Wirtschaft, Ethik und Gesellschaftspolitik. Von 1997 bis 2001 war sie wissenschaftliche Geschäftsführerin des Instituts für Wissenschaft und Ethik der Universität Bonn.
Ihre Habilitation in Katholischer Theologie im Bereich Christliche Sozialethik absolvierte sie 2001 an der Julius-Maximilians-Universität Würzburg. Im Wintersemester 2001 erhielt sie eine Vertretungsprofessur für Christliche Sozialwissenschaften an der Katholisch-Theologischen Fakultät der Universität Erfurt. Ein Jahr später nahm sie den Ruf auf eine Stiftungsprofessur für Wirtschafts- und Unternehmensethik an der Universität Kassel an.
Seit 2003 hat Elke Mack die Professur für Christliche Sozialwissenschaft und Sozialethik an der Katholisch-Theologischen Fakultät der Universität Erfurt inne.
Elke Mack ist Redaktionsmitglied der Zeitschrift Theologie der Gegenwart. Ferner ist sie Vertrauensdozentin der Konrad-Adenauer-Stiftung sowie der Hanns-Seidel-Stiftung für Thüringen und weiterhin Mitglied im Trägerverein der Hanns-Seidel-Stiftung in München. Ehrenamtlich engagiert sie sich für SOLWODI e.V. Deutschland sowie für verschiedene andere kirchliche und soziale Projekte.

## Forschung
Elke Macks ethische Schwerpunkte sind Grundlagenfragen der Sozialethik, Gerechtigkeitstheorien, Globale Ethik mit Schwerpunkt Armutsbekämpfung, Politische Ethik, Wirtschaftsethik (Kompatibilität von Marktwirtschaft und Ökologie) und Migrationsethik (DFG-Projekt, Zukunft des Sozialstaats). Sie beschäftigt sich vor allem mit ethischen Dilemmata, die dadurch entstehen, dass strukturelle Gerechtigkeitserfordernisse individuellen Menschenrechtsansprüchen widersprechen.
Ihr Ansatz einer Christlichen Sozialethik ist geprägt durch die Integration eines gerechtigkeitstheoretischen Konsensparadigmas in die Tradition der Christlichen Sozialethik. Sie geht davon aus, dass traditionelle christliche Ansätze reformiert und erweitert werden müssen durch eine pluralismuskompatible Ethik globaler Normen (Eine Christliche Theorie der Gerechtigkeit).
Ein besonderes Feld ihrer Forschung ist die Untersuchung von globalen Menschenrechtsverletzungen von Frauen, die vor allem im Feld sexuellen Missbrauchs liegen (Theologie der Gegenwart 3/2019).

## Schriften (Auswahl)
Monographien
- Was hält Europa und den Westen zusammen? (Kirche und Gesellschaft. Grüne Reihe, herausgegeben von der Katholischen Sozialwissenschaftlichen Zentralstelle Nr. 441). J.P. Bachem Medien, Köln 2017, ISBN 978-3-7616-3193-5.
- A Christian Theory of Justice, Baden-Baden 2017.
- Eine Christliche Theorie der Gerechtigkeit. Die Wende zu einer pluralismusfähigen Ethik mit globaler Reichweite. Baden-Baden 2015.
- Absolute Poverty and Global Justice. Empirical Data, Moral Theories, Initiatives (hg. zusammen mit Michael Schramm / Stephan Klasen / Thomas Pogge), London 2009.
- Familien in der Krise. Lösungsvorschläge Christlicher Sozialethik, München 2005.
- Gerechtigkeit und gutes Leben. Christliche Ethik im politischen Diskurs, Paderborn / München 2002.
- Ökonomische Rationalität. Grundlage einer interdisziplinären Wirtschaftsethik?, Berlin 1994.

Aufsätze
- “Neue Verantwortung für die Schwachen” (Memento vom 28. April 2020 im Internet Archive) – Elke Mack über die Coronakrise als ethische Herausforderung
- gemeinsam mit Lea Ackermann: Liberale Prostitutionsgesetzgebung in Deutschland – eine rechtsethische Analyse. 2019 (uni-erfurt.de [PDF]).
- Globale Gewalt gegenüber Frauen. Sexueller Missbrauch, Prostitution und Menschenhandel, in: Theologie der Gegenwart 62 (3/2019), S. 199–213.
- Prostitution als Menschenrechtsproblem, in: Theologie der Gegenwart 57 (1/2014), 2–15.
- gemeinsam mit Martin Lampert: Wie sieht die Zukunft des Sozialstaats aus? Ein sozialethisches Diskussionspapier, in: JCSW 54 (2013), 275–296.
- Armut im Licht der Enzyklika ‚Caritas in Veritate‘, in: Caritas in Veritate. Katholische Soziallehre im Zeitalter der Globalisierung, hg. von Jörg Althammer. Berlin 2013, 159–172.
- Naturrechtlicher Wandel zur Gerechtigkeitsethik. Ansatz einer pluralismusfähigen Christlichen Ethik, in: Theologische Ethik im Pluralismus (Studien zur theologischen Ethik), hg. von Konrad Hilpert. Freiburg / Basel / Wien 2012, 209–228.
- Vaticanum II – Das Tor zu einer modernen christlichen Ethik wird geöffnet, in: Den österlichen Mehrwehrt im Blick. Theologische Beiträge zu einer Kirche im Umbruch (EThSchr 42), hg. von Benedikt Kranemann / Maria Widl. Würzburg 2012, 127–141.
- Pluralismus und Christliche Ethik? Gegensätze oder Verträglichkeiten, in: Theologie der Gegenwart 54 (4/2011), 308–311.
- Leistungsfähigkeit und Grenzen der ökonomischen Moral. Erweiterung durch eine kontraktualistische Institutionen- und Rechtsethik, in: Jahrbuch für Recht und Ethik 18, hg. von B. Sharon Byrd / Joachim Hruschka, Jan C. Joerden. Berlin 2010, 105–118.
- gemeinsam mit Martin Lampert: Soziale Sicherung. Online-Portal zur politischen Kultur in Deutschland und Italien der KAS. Rom 2010.
- Finanzkrise – ein Ende der Verantwortung für die Armen?, in: Salzburger Theologische Zeitschrift 13 (2009), 17–25 (zusammen mit Michael Hartlieb).
- Subsidiäres und aktivierendes Grundeinkommen – eine Alternative zum bestehenden System in Deutschland, in: Roman Herzog Institut e.V. (Hg.), Bedingungsloses Grundeinkommen. Eine Perspektive für die Soziale Marktwirtschaft? Kontroverse Fragen an ein umstrittenes (Gesellschafts-) Konzept von morgen, München 2008, 17–25.
- Arbeit als Beteiligungsrecht, in: Amos. Gesellschaft gerecht gestalten 1 (1/2007), 11–17.
- Elternbindung und Fremdbetreuung. Wie lassen sich Kindeswohl und die Interessen junger Mütter und Frauen in eine Balance bringen?, in: Amos. Gesellschaft gerecht gestalten 1 (2/2007), 3–10 (zusammen mit Marion Bayerl).
- A Theory of Global Justice Focussing on Absolute Poverty, in: Karl Homann / Peter Koslowski / Christoph Lütge (Hg.), Globalisation and Business Ethics, Aldershot / London 2007, 145–158.